# Прапор бісексуалів
Прапор бісексуалів (англ. bisexual flag) — один із прайд-прапорів, що репрезентують бісексуальність, бісексуальних людей та бісексуальну спільноту. За словами Майкла Пейджа, активіста, який створив прапор на основі колірної палітри, розробленої Ліз Нанія, рожева смуга символізує потяг до своєї статі, а синя — до протилежної. Фіолетова смуга, що виникає в результаті «перекриття» блакитної та рожевої смуг, представляє потяг до обох статей.
Пейдж розробив прапор, щоб підвищити видимість бісексуалів серед суспільства в цілому і всередині ЛГБТ-спільноти. Він прагнув дати бісексуальній спільноті символ, який можна порівняти з веселковим прапором для всієї ЛГБТ-спільноти. Перший прапор бісексуальної гордості був представлений на першій ювілейній вечірці BiCafe 5 грудня 1998 року.